# زينب السمايكي
زينب السمايكي (توفيت يوم 29 يناير 2015)، هي ممثلة مغربية تعتبر من النساء الأوائل اللواتي مارسن المسرح بالمغرب من أيام الستينات، بصمت التلفزيون المغربي من خلال أدوارها الكوميدية والدرامية على شاشة رمضان بصفة خاصة. أخذها عشق المسرح منذ طفولتها واشتغلت مع كبار المسرحيين في مدينتها مراكش

## وفاتها
توفيت يوم الخميس 29 يناير 2015 في مدينة الرباط بعد صراع مع مرض السرطان، عن عمر يناهز 57 سنة.

## من أعمالها
- الفروج (فيلم)
- الماكينة (فيلم)
- زينة الحياة (مسلسل مغربي)
- ياك حنا جيران (مسلسل)
- الوفاء (مسرحية)
- شبيبة الحمرا (مسرحية)
- سلسلة مينة

## وصلات خارجية
- (مجلة سيدتي): وفاة الفنانة المغربية زينب السمايكي بعد صراع مع المرض